# Barrage de Mervent
Le barrage de Mervent (aussi appelé barrage de Saint Luc) est un barrage voûte mis en eau en 1956, situé sur les communes de Mervent et Pissotte en Vendée sur le cours de la Vendée. 
Le barrage de Mervent est le barrage principal du complexe hydraulique de Mervent, qui regroupe les barrages de Vouvant, Pierre Brune et Albert.

## Histoire
En 1846, Benjamin Fillon, en conclusion de ses recherches historiques sur Fontenay, faisait mention d'un projet d'écluse envisagé au roc de Saint-Luc par l'ingénieur Ritter. À cette période, l'objectif principal était d'assurer la navigabilité de la Vendée tout au long de l'année, dans le dessein optimal d'exploiter le port de Fontenay-le-Comte. Entre 1849 et 1850, l'ingénieur Petot élabora un projet de barrage, également localisé au roc Saint-Luc, dans le but de retenir les eaux excédentaires de la Vendée pendant la saison hivernale afin de les utiliser judicieusement durant l'été. Ce projet fut également réexaminé par son successeur, M. André, en 1872.
Lors de la réunion du conseil municipal de Mervent tenue le 20 mai 1878, le maire a fait part de la lecture d'une correspondance émanant du sous-préfet. Cette lettre proposait aux membres du conseil de se prononcer sur un projet de construction de barrage au roc Saint-Luc, dans le dessein de créer un vaste réservoir d'eau destiné à répondre aux besoins des habitants de la région. Le conseil municipal a exprimé le point de vue selon lequel la réalisation dudit projet pourrait entraîner une perte de recettes fiscales pour la commune. En effet, il était craint que les résidents ne choisissent alors de déménager vers des municipalités limitrophes.
Le 26 mai 1890, lors de la réception offerte  en l'honneur de Yves Guyot, ministre des travaux publics — venu inaugurer la ligne de chemin de fer de Breuil-Barret à Velluire — Arsène Charrier, maire de Fontenay-le-Comte, profite de l'occasion pour aborder le projet de construction d'un barrage en amont de la ville.
Au début de la Seconde Guerre mondiale, le département de la Vendée accusait un retard significatif sur le plan technologique. Vingt-quatre de ses communes demeuraient non électrifiées et, en dehors des quatre principales villes du département, aucune infrastructure d'adduction en eau n'était en place. De plus, les voies de communication rurales étaient quasi inexistantes et l'utilisation d'outils agricoles demeurait archaïque.
Ce n'est qu'en 1943 que l'ingénieur en chef Talureau proposa la construction d'un barrage sur la rivière, localisé entre l'allée de Doreau et l'allée de Bruleau. Les études préliminaires pour ce projet furent confiées à la Société d'aménagement urbain et rural (SAUR). Simultanément, à Chantonnay, un autre projet de barrage, le barrage de l'Angle-Guignard sur le Lay, était également en cours d'examen. Réalisé pour le compte du syndicat de la plaine, ce barrage, avec une capacité de stockage de 2 000 000 de mètres cubes, était accompagné d'une usine de traitement capable de produire 18 000 m3 d'eau potable par jour. Les travaux de construction du barrage débutèrent en 1950, avec la pose de la première pierre le 2 juillet 1950 par le secrétaire d'État aux finances, Lionel de Tinguy du Pouët. L'inauguration du barrage eut lieu en 1951 en présence de Paul Antier, ministre de l'agriculture et sa mise en service permit ainsi l'alimentation en eau potable de la région. Parallèlement, une conduite fut mise en place entre Chantonnay et La Rochelle, permettant ainsi à cette dernière d'être également approvisionnée en eau potable. 

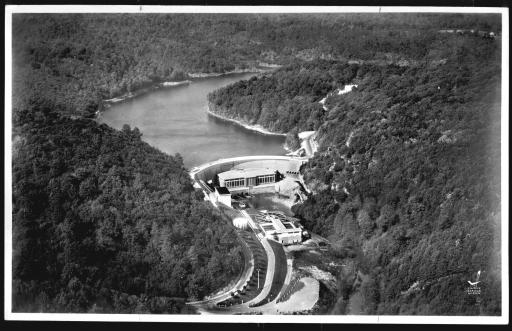
Le barrage de Mervent en 1959.

Une étude géologique a été entreprise concernant le barrage de Mervent afin d'évaluer la nature du substrat rocheux et de vérifier la capacité d'étanchéité de la zone où les fondations seront établies. En 1954, un emplacement a été sélectionné dans la vallée pour la construction de cet ouvrage. Les travaux ont été réalisés par l'entreprise Marcel-Léon Henri, sous la supervision du professeur Mathieu de la faculté des sciences de Poitiers. Bien qu'un barrage-poids ait été initialement envisagé, ce projet a été abandonné en raison de son coût prohibitif. La commission d'adjudication du syndicat intercommunal pour l'utilisation des eaux de la forêt de Mervent, présidée par Jacques de Maupeou, s'est réunie à la mairie de Fontenay-le-Comte le 7 février 1955 pour examiner les aspects administratifs de cette entreprise.   
La construction du barrage débute le 14 mai 1955 avec la pose de la première pierre. Des conduites sont installées pour approvisionner en eau potable le Sud-Vendée, une partie des Deux-Sèvres, de la Charente-Maritime incluant La Rochelle et l'Île de Ré jusqu'au phare des Baleines. En octobre 1956, le barrage est achevé. Une première mise en eau est réalisée pour évaluer la solidité et la résistance de l'ouvrage ainsi que le bon fonctionnement des installations. Plusieurs autres mises en eau sont effectuées après la construction de l'ouvrage. 
Le 17 novembre 1957 à 7 h du matin, la tour soutenant un volume d'eau de 1 500 m3 s'est effondrée, provoquant la rupture d'un des deux réservoirs de 20 000 m3. Une enquête technique a été ouverte pour déterminer précisément les causes de cet incident. Le 14 septembre 1958, l'ouvrage a été officiellement inauguré sous la présidence du ministre de l'agriculture, Roger Houdet. En 1960, des inondations se sont produites en aval du barrage, causées par des précipitations abondantes. Le débit du barrage a atteint 350 m3 par seconde en raison de ces fortes pluies, en même temps que le Lay était également en crue. La crue dans le bassin versant du Lay est considérée comme ayant une période de retour supérieure à 100 ans. Depuis lors, trois autres barrages ont été construits pour compléter le complexe hydraulique de Mervent. En 1976, une base de voile a été aménagée et inaugurée le 27 juin de la même année par André Forens. Le barrage a fait l'objet d'une reconstruction entre 2015 et 2018, avec un renforcement structurel et la construction de déversoirs supplémentaires permettant un débit additionnel de 200 m3/ seconde.

## Géographie
Son bassin versant a une superficie de 385 km2. Il approvisionne une usine d'eau potable d'une capacité de 55 000 m3/jour (60 000 m3/jour, tenue maximale : 48 h).